# Crossfaith
Crossfaith（日語：クロスフェイス）是來自大阪的日本電子蕊樂團，成立於2006年。樂團成員包括主唱Koie（小家健太），吉他手Kazuki（武村和樹），貝斯手Hiro（池川宽希），鼓手Tatsuya（天野達也）和鍵盤手Teru（玉野輝文）。
樂團在2008年發行了他們的第一個Demo "Blueprint of Reconstruction"。他們於Zestone Records唱片在2009年發行他們的第一張專輯“The Artificial Theory for the Dramatic Beauty”，後再予Tragic Hero Records唱片在2011年發行了他們的第二張專輯“The Dream，The Space”。 Crossfaith又在2012年9月發布了他們的第二張EP“Zion”，這是他們開始往日本之外發展的一個起始點。
樂團以金屬核和後硬核與電子舞曲的融合，以及他們的強烈的現場表演而聞名。

## 成員
| 姓名                | 負責     | 生日（年齡）  |
| ------------------- | -------- | ------------- |
| Koie（小家健太）    | 主唱     | 1988年4月27日 |
| Teru（玉野輝文）    | DJ、吼腔 | 1989年2月26日 |
| Kazuki（武村和樹）  | 吉他手   | 1989年2月17日 |
| Tatsuya（天野達也） | 鼓手     | 1990年8月23日 |